# Tinto Brass
Giovanni „Tinto” Brass (ur. 26 marca 1933 w Mediolanie) – włoski reżyser, scenarzysta, montażysta i aktor. Jego imię zostało wykorzystane jako tytuł instrumentalnego utworu progresywno-rockowej grupy muzycznej Porcupine Tree z albumu Stupid Dream.

## Życiorys

### Wczesne lata
Giovanni Brass urodził się w niedzielę 26 marca 1933 roku, w rodzinie sławnego artysty Italico Brassa, który był jego dziadkiem. Italico nadał swojemu wnukowi przydomek "Tintoretto", z którego Giovanni stworzył swoje filmowe nazwisko Tinto Brass. Tinto odziedziczył po dziadku zdolności artystyczne, wolał jednak wykorzystać je w przemyśle filmowym.
W 1957 ukończył prawo w Padwie, ale jego wielką pasją stało się kino. Dlatego przeniósł się do Paryża, by pracować jako archiwista w jednym z najbardziej prestiżowych i bogatych zbiorów filmowych na świecie – Cinémathèque Française. To w tym środowisku stykał się z rodzącą się Nową Falą i jej realistycznym, autorytatywnym i innowacyjnym duchem. Tutaj Brass rozpoczął pracę jako asystent reżysera Alberto Cavalcantiego i Jorisa Ivensa. Po powrocie do Włoch został asystentem Roberto Rossellini podczas realizacji filmu dokumentalnego India (India: Matri Bhumi, 1958) i dramatu wojennego Generał della Rovere (Il generale Della Rovere, 1959) z Vittorio De Sicą, Ivo Garranim i Franco Interlenghim.

### Twórczość
Rozpoczynając pracę we włoskim przemyśle filmowym Brass od razu zetknął się z tak sławnymi twórcami jak Federico Fellini. W 1963 roku wyreżyserował swój pierwszy film Kto pracuje, ten stracony – Na szczycie świata (Chi lavora è perduto (In capo al mondo)), niejasno autobiograficzną opowieść o młodym bezrobotnym anarchiście buntującym się przeciwko systemowi, w którym się potyka, jest blokowany przez cenzurę, czyniąc prowokacyjne i niekonwencjonalne przesłanie polityczne i społeczne. W późniejszym okresie tworzył filmy awangardowe, takie jak film giallo Jestem tym, kim jestem (Col cuore in gola, 1966) z Jeanem-Louisem Trintignantem i Davidem Prowse, komedia Krzyk (L'urlo, 1968) z Gigi'm Proiettim czy sentymentalny dramat erotyczny Czarne na białym (Nerosubianco, 1969).
Vanessa Redgrave i Franco Nero zagrali w jego dwóch dramatach: Wyrzutek (Dropout, 1970) i Wakacje (La vacanza, 1971), który został nagrodzony na Festiwalu Filmowym w Wenecji. Następnie wyreżyserował Salon Kitty (1976) z Helmutem Bergerem, Ingrid Thulin, Johnem Irelandem, Johnem Steinerem i Bekimem Fehmiu. Sukces filmu spowodował, że reżyserem zainteresował się szef czasopisma „Penthouse” Bob Guccione. Zaproponował Brassowi wyreżyserowanie filmu na podstawie powieści Gore Vidala Kaligula z Malcolmem McDowellem. W 1979 roku twórca ukończył zdjęcia do filmu, ale poróżnił się z producentem. Powodem były sceny, które Guccione chciał wmontować. Brass przez cały czas odcinał się od Kaliguli. Jak na ironię, ten film został najbardziej znanym filmem reżysera.
W późniejszych latach wyspecjalizował się w reżyserii filmów erotycznych, m.in. zrealizował dramat Papryka (Paprika, 1991) z udziałem Debory Caprioglio i Stéphane Ferrary. Zasłynął z dobrego smaku i wyczucia, choć nie uniknął popadania w zwykłą pornografię. Pomimo kontrowersji uważany jest za estetę, twórcę wyrafinowanego i wzór dla wielu innych. Potrafił ukazać złożone, psychologiczne aspekty ludzkiego erotyzmu w sposób bardzo sugestywny, nie popadając w podejście akademickie i zachowując w swoich obrazach silne napięcie.

## Nagrody i nominacje
| Rok  | Festiwal                                       | Nagroda                  | Film                                                | Rezultat  |
| ---- | ---------------------------------------------- | ------------------------ | --------------------------------------------------- | --------- |
| 1963 | 24. Międzynarodowy Festiwal Filmowy w Wenecji  | Najlepsza pierwsza praca | Chi lavora è perduto (In capo al mondo) (1963)      | Nominacja |
| 1964 | Złoty Kielich (Włochy)                         | Talerz                   | Chi lavora è perduto (In capo al mondo) (1963)      | Wygrana   |
| 1967 | 28. Międzynarodowy Festiwal Filmowy w Wenecji  | Złoty Lew                | Col cuore in gola (1967)                            | Nominacja |
| 1970 | 20. Międzynarodowy Festiwal Filmowy w Berlinie | Złoty Niedźwiedź         | Krzyk (L’urlo, 1970)                                | Nominacja |
| 1971 | 32. Międzynarodowy Festiwal Filmowy w Wenecji  | Pasinetti Award          | Wakacje (La Vacanza, 1971)                          | Wygrana   |
| 1986 | Ciak d’oro                                     | Najlepsza edycja         | Miranda (1985)                                      | Nominacja |
| 2012 | Hollywood Reel Independent Film Festival       | Nagroda doskonałości     | Wyrzutek (Dropout, 1970) Wakacje (La Vacanza, 1971) | Wygrana   |

## Filmografia
- 1958 – Spatiodynamisme (reż. Tinto Brass i Nicolas Schoeffer)
- 1963 – Chi lavora è perduto (In capo al mondo)
- 1964 – Ça ira (Il fiume della rivolta)
- 1964 – Moja żona (La mia signora)
- 1964 – Latający spodek (Il disco volante)
- 1966 – Yankee
- 1967 – Col cuore in gola
- 1968 – L'urlo
- 1969 – Czarne na białym (Nerosubianco)
- 1970 – Drop-out
- 1971 – Wakacje (La Vacanza)
- 1971 – I Miss Sonia Henie (reż. Miloš Forman, Paul Morrissey, Henry Buck, Dušan Makavejev, Frederick Wisemanó, Tinto Brass, Karpo Aćimović-Godina, Mladomir 'Puriša' Đorđević) – krótkometrażowy[2]
- 1976 – Salon Kitty
- 1979 – Kaligula (Caligola)
- 1980 – Action
- 1983 – Klucz (La Chiave)
- 1985 – Miranda
- 1987 – Capriccio
- 1988 – Snack Bar Budapest
- 1991 – Papryka (Paprika)
- 1992 – Così fan tutte
- 1994 – Mężczyzna, który patrzy (L'uomo che guarda)
- 1995 – Fermo posta Tinto Brass
- 1998 – Frywolna Lola (Monella)
- 2000 – Trasgredire
- 2002 – Senso '45
- 2003 – Zrób to dobrze! (Fallo!)
- 2005 – Monamour
- 2009 – Hotel Courbet[2]